# 호세 우리베
호세 알타그라시아 곤잘레스 우리베(José Altagracia González Uribe, 1959년 1월 21일 ~ 2006년 12월 8일)는 도미니카 공화국 출신의 전 메이저 리그 베이스볼 유격수이다. 1984년부터 1993년까지 10년간 대부분 샌프란시스코 자이언츠에서 뛰었고, 자이언츠 소속으로 1989년 월드 시리즈에 출전했다.